# Anthony DeCurtis
Anthony DeCurtis (ur. 25 czerwca 1951) – amerykański autor i krytyk muzyczny, który pisze dla m.in.: Rolling Stone'a i New York Timesa, a także wielu innych publikacji. Jest jednym z redaktorów naczelnych Rolling Stone’a i dziennikarzem Best Life Magazine, w którym co miesiąc ukazuje się jego kolumna Hit List. DeCurtis jest również krytykiem w programie The Bob Edwards Show w XM Satellite Radio. W roli komentatora często pojawia się w MTV, VH1, Today Show oraz innych programach. 
Anthony DeCurtis jest autorem książek In Other Words: Artists Talk About Life and Work (Hal Leonard Publishing Corp., 2005), Rocking My Life Away: Writing About Music and Other Matters (Duke University Press, 1998), a także współautorem Present Tense: Rock & Roll and Culture (Duke University Press, 1992). Jest on również jednym z twórców Rolling Stone Illustrated History of Rock & Roll i Rolling Stone Album Guide. Zredagował on książkę pod roboczym tytułem Blues & Chaos: The Robert Palmer Anthology, będącą kolekcją prac dziennikarza i krytyka muzycznego New York Timesa Roberta Palmera.
DeCurtis otrzymał nagrodę Grammy w kategorii Best Album Notes za swój esej, który był dołączony do box setu Erica Claptona Crossroads. Poza tym zdobył trzy nagrody ASCAP Deems Taylor za doskonałość w pisaniu o muzyce. 
DeCurtis posiada stopień Ph.D. amerykańskiej literatury zdobyty na Indiana University. Jest wykładowcą na University of Pennsylvania. Od 2006 roku do 2008 roku kierował i pomagał utworzyć program sztuki i kultury na City University of New York Graduate School of Journalism.